# 4222 Nancita
A 4222 Nancita (ideiglenes jelöléssel 1988 EK1) a Naprendszer kisbolygóövében található aszteroida. Eleanor F. Helin fedezte fel 1988. március 13-án.